# 注意欠如多動症
注意欠如多動症（ちゅういけつじょたどうしょう、英: attention deficit hyperactivity disorder、ADHD、旧くは注意欠陥・多動性障害）は、多動性や衝動性、不注意を症状の特徴とする神経発達症（発達障害）である。こうした症状は教室内で最年少だとか、正常な者、他の精神障害、薬物の影響などでも一般的であるため、機能障害や苦痛を感じるなど重症で、幼い頃から症状があるなどの鑑別が必要とされる。発達障害者支援法に基づき、一人一人に応じた様々な支援と、社会的障壁の除去（適切な環境調整）が行われる。個々の状態に合わせて、様々な支援機関の連携のもと、環境調整・心理社会的支援・薬物療法を組み合わせた包括的支援を行うことが有効とされる（「#治療」を参照）。ただし「薬漬け」と形容される、この疾患の過剰診断と薬物投与には強い批判があり、薬物によらない治療法も模索されている。

## 名称
ICD-11での診断名に対する訳語として「注意欠如多動症」とされる。日本国内での統計調査や医療機関での診療記録の管理はICDに基づいており、ICD-10における名称の「多動性障害」から変更になる。
2013年のDSM-5の診断名（Attention-Deficit/Hyperactivity Disorder, ADHD）に対する訳語としては、注意欠如・多動症と、注意欠如・多動性障害が2014年に日本精神神経学会精神科病名検討連絡会によって提示された。「注意欠如・多動性障害」という言葉は2008年の「第3版　注意欠如・多動性障害-ADHD-の診断・治療ガイドライン」で確認できる。
「注意欠陥・多動性障害」という診断名は、1987年のDSM-Ⅲ-Rで初めて提示された「Attention-Deficit/Hyperactivity Disorder」という診断名に対して与えられた訳語である。これは、1980年のDSM-Ⅲにおける「注意欠陥障害（英語: attention-deficit disorder, ADD）」を継承し、1983年初版のICD-10における「多動性障害（英語: hyperkinetic disorder）」に相当するもので、口語的には「多動症（英語: hyperactivity）などと呼ばれてきた。
一般にアスペルガー症候群と混同されがちだが、アスペルガー症候群は自閉症の一種（自閉症スペクトラム障害）である。ただし、アスペルガー症候群にはADHDの併存も少なくない。

## 診断
その症状が、正常な機能と学習に影響を及ぼしている場合のみに診断する。ICD-11では「正常の境界」という項目があり、幼年期の子供や青年期に多動性や衝動性が正常の発達として認められることから、診断には正常の発達と比して大きな問題があり社会的に直接のネガティブな影響を及ぼしていることが必要とされている。DSM-5で成人への診断が追加された。
症状は6歳未満ごろに発症し、少なくとも6か月以上継続している必要がある。DSM-5では発症年齢をそれまでの7歳から12歳に変更し、遅発性の症例を加えたが、これは誤診の可能性も増やしている。また、小児発症が成人ADHDの重要な診断基準であったが、小児期ADHDと成人期ADHDは異なる経過を持つ症候群だと示唆した研究例もあり、まだ明確ではない部分がある。診断は、多くの精神障害や発達障害と同じく、問診を中心に行われる。また評価尺度が診断の補助として利用できる。生物学的な指標がないため、誤診も多いと考えられている。アメリカでは推定有病率を数倍上回る診断数のため過剰診断が指摘されている。医学的な定義や投薬に対する議論のため、ADHDに関する論争がある。
性別による発症率の比較では、学童期までを比較した場合は1-6%で男子の方が女子よりも高い。特に男子では多動性と衝動性しかみられず、特に女子では不注意しかみられない場合がある。
ICD-10での多動性障害の発症率は学齢期で3-7%であり、その内30%は青年期には多動と不注意は目立たたなくなり、40%は青年期以降も支障となる行動が持続し、残りの30%は感情障害やアルコール依存症などのより重篤な精神障害が合併する。ある調査では、約3割が大人になっても症状が続いていた。また、別の調査では、ADHD症状の深刻度は通常加齢とともに低下するが、約90%のADHD患者はいくつかの症状を成人期まで持続し続ける。

## 症状
衝動性・過活動・不注意などの症状が確認される。典型的には生まれつき症状が存在する。定型発達者にもみられる症状であるため、症状が合致するだけでは不十分であり、幼年から症状が継続し、発達過程において不適切に持続しており、特定の状況下以外でも見られることがある。
子供ではICD-10による多動性障害（たどうせいしょうがい）の診断名が適用されることもある。
不注意には、以下の症状などがある。
- 簡単に気をそらされる、ケアレスミスする、物事を忘れる
- ひとつの作業に集中し続けることが難しい
- その作業が楽しくないと、数分後にはすぐに退屈になる

過活動・衝動性には、以下の症状などがある。
- 静かに座っていることができない
- 絶え間なく喋り続ける
- 無言で身体を動かさずにいることができない。
- 無目的に喋り続ける
- 他者の発言を遮って喋る
- 自分の話す順番を待つことが出来ない

年齢が上がるにつれて、外見上の「多動（落ち着きがない、イライラしているように見えるなど）」は減少するため、かつては子供だけの症状であり、成人になるにしたがって改善されると考えられていたが、近年は大人になっても残る可能性があると認識されている。その場合、大抵、一見して分かるような症状は弱くなっており、目に見える多動よりも、感情的、精神的な衝動性（不安定な言動、順序立てた考えよりも感情が先行しがち、会話における話題の飛躍）や注意力や集中力の欠如（シャツをズボンに入れ忘れる、シャツを裏返しに着る、ズボンのファスナーを締め忘れるといったことが頻発する、など）などが目立つようになるとされる。
幼少期の症状として、男子では多動性と衝動性のみ、特に女子では不注意のみの症候が目立つため、それ以外の症状が見過ごされやすく、問題が発覚しにくい場合がある。過活動、衝動性が顕著でないADHDであって、不注意のみが目立つ場合、幼少期には周囲、または自分がADHDであることに気付かない場合も多い。

## 原因
2023年現在、決定的な原因は不明とされている。双子研究により、原因を遺伝要因と環境要因に分けることができるが、ADHDの遺伝要因（遺伝率）は約76%である。ADHDの子供の兄弟姉妹は、定型発達者より3倍から4倍ADHDになりやすい。脳の神経回路の一部に定型発達者と異なる特徴があることまでは確からしいが、その部位は仮説の域を出ない。遺伝以外の重要な環境要因は、胎児期の薬物、アルコールおよびタバコの暴露、周産期の問題、そして頭部外傷である。2020年に発表されたADHDの環境危険因子、保護因子、バイオマーカーに関するメタ分析によると、危険因子として確実性が高いのは妊娠前の肥満、皮膚炎、子癇前症、妊娠期のアセトアミノフェン暴露であった。危険因子の疑いが強いものは、妊娠期の喫煙、小児喘息、妊娠期の体重超過、ビタミンD不足などであった。それら以外にも貧困、教育様式、社会福祉、性的虐待、睡眠不足、食品添加物、携帯電話の使用など様々な要因が相互作用しているという仮説も提示されている。

### 脳の部位
機能不全が疑われている脳の部位は、大きく3箇所である。ADHDの子供達は定型発達の子供に比べてこれらの部位が縮小していることがある。
- 右前頭前皮質 - 注意をそらさずに我慢すること、自意識や時間の意識に関連している
- 大脳基底核の尾状核と淡蒼球 - 反射的な反応を抑える、皮質領域への神経入力を調節する
- 小脳虫部 - 動機付け

多くの研究者が、複数の遺伝子異常がこれらの部位の萎縮に関係しているのではないかと考えている。
2018年、福井大学の研究グループはADHDと診断された120人の男児の脳を調査したところ、7割の男児の脳に眼窩前頭皮質の厚みが増して表面積が小さくなるなど、脳の約20か所で形態の特徴をみつけた。

### 神経基盤説
1990年に米国のNIMHのザメトキン (Zametkin) らのグループは、PETスキャンを用いて、ADHDの成人25人の脳の代謝活性を測定し、対象者群より低下していることを明らかにして、ADHDが神経学的な基盤を持っていることを目に見えるかたちで証明した。具体的には、前頭前野が行動を注意深く選定し、大脳基底核が衝動性を抑える働きを担うが、ADHDのケースではそれがうまく働いていない。

### 食事説
食事とADHDとの関連性について指摘する報告があり、アメリカやイギリスでは食品添加物などを除去した食事の比較が行われている。2007年にイギリス政府は、食品添加物の合成保存料の安息香酸ナトリウムと数種類の合成着色料が子供にADHDを引き起こすという研究を受け、これらを含むことが多いドリンクやお菓子に注意を促している。2008年4月には、英国食品基準庁 (FSA) はADHDと関連の疑われる合成着色料のタール色素について2009年末までにメーカーが自主規制するよう勧告した。大手メーカーは2008年中にそれらを除去すると報じられた。
- 自主規制対象のタール色素：赤色40号、赤色102号、カルモイシン、黄色4号、黄色5号、キノリンイエロー

2006年、5000人以上と規模の大きい研究で砂糖の多いソフトドリンクの摂取量と多動との相関関係が観察された。

### 睡眠
最近の睡眠科学では、睡眠がADHDの増加に大きく関わっていると言われている。

### 有機リン系化合物の影響
米国の子供を調査した結果、因果関係は不明であるものの、尿中のジアルキルリン酸塩濃度、特に代謝物のジメチルアルキルホスフェート (DMAP) 濃度とADHDの診断率に関連が示された。

## 診断
よく使われている診断基準（統計調査用）は、アメリカ精神医学協会が定めたDSM-IV (1994) とその改訂版のDSM-IV-TR (2000) のAD/HDであり、不注意優勢型と多動衝動性優勢型、それらの混合型という3つのタイプに分けられる。2013年にはDSM-5が出版されている。
1994年に改訂されたWHOの診断基準のICD-10は、「多動性障害」の診断名であり、注意の障害と多動が基本的特徴で、この両者を診断の必要条件としている。ICD-10の「多動性障害」は、細部では若干の違いがあるものの、DSM-IVのADHDの「混合型」に匹敵する。
DSM-5(2013) の診断基準がほぼ踏襲されているが、一部に変更があった。
- 破壊的行動障害や反抗挑戦性障害と並列された分類から神経発達障害（先天的な脳の神経発達異常）のカテゴリーに移行。先行して日本で「発達障害者支援法」(2005)が採用する分類と同等になる。
- 子供だけの障害という印象をあらため、年齢を問わず発症する障害とする視点。
- 7歳以前から12歳以前へと兆候が見られた年齢を引き上げた。
- 自閉症スペクトラム障害との合併、併存を認めた。
- 不注意優勢型と多動衝動性優勢型、混合型のタイプ分けを廃止。
- 過去半年の症状から、混合状態、不注意優勢状態、多動性衝動性優勢状態を評価し、部分寛解もありうるとした。
- 重症度を軽度・中度・重度の3段階に評価するようになった。

一方、フランスの児童精神科医は生物学的医学に支配された考えではなく、DSMに対抗する診断分類であるCFTMEA（仏: Classification Françaisedes Troubles Mentaux de L'Enfant et de L'Adolescent)を用い、症状の背景に心理社会的な原因を見る。

### 成人ADHD
ADHDが報告された頃は、ADHDは子供特有の病気と考えられており、成長に従って多動が目立たなくなることから、ADHDの特徴も消失するものと考えられていた。しかしADHDの児童の追跡調査から、成人期に達しても多くの患者では不注意などの症状が残ることが明らかになった。このことは医学界でも論争を呼んだが、現在では発達障害の特性はおおむね生涯に渡って持続するものであるということが受け入れられている。ただし、うつ病などでADHDに似た症状が起こることがあるので、発達障害との鑑別には注意が必要である。

### 評価尺度
診断を補完するための評価尺度には、ADHD Rating Scale-IVやその日本語版ADHD-RSなどがある。
成人ADHDでは22%に症状の誇張があり、誤診を避けるために、90%以上の感度のある尺度の使用が必要である。

### ほかの障害との併存と鑑別
明確な機能障害や苦痛を引き起こしていなければ、症状が正常な範囲である可能性がある。4歳では正常な未熟である。DSM-5では、発症年齢を12歳と遅くしたが、典型として症状は生まれつきであるため、同様の症状を起こす他の原因とする誤認が生じる可能性があり、成人では特に慎重であるべきで、遅発性では薬物が原因の症状だということも疑える。あるいは他の精神障害が原因となっていることもある。特に成人では、薬の娯楽目的、転売目的で受診している場合がある。マイケル・ムーアは、映画『シッコ』において、重篤な疾患を抱えた大勢の国民が治療を受けられずに放置されているなか、あなたは不安症ではないか、注意欠陥障害ではないか、とメディアが国民の不安を煽る現状にも触れている。
適応障害では、混乱した学校環境、家庭のストレスなどへの反応であるなど、特定の状況に生じている。両親や教師など周囲の大人が完璧主義、あるいは子供に過剰な期待をしており、そうした破壊的な環境下ではADHDが過剰診断されやすいが、大人の期待の再構築、環境調整が必要となる。
ADHDをもつ児童は、他の精神障害が並存する確率が66%増加する。関連障害として特異的発達障害（学習障害）や、軽症アスペルガー障害との合併を示すことがある。またその特性上周囲からの同調圧力などによりネガティブな打撃を受けやすく、二次的に情緒障害を引き起こす傾向があり、行為障害、反抗挑戦性障害、不登校やひきこもりを招きやすい。
不眠症、閉塞性睡眠時無呼吸症候群のような睡眠障害は、ADHDに似た症状を起こすことがあり、疼痛も睡眠の問題を起こすことがある。ADHDにおける睡眠障害の併存率は25 - 50%とされる。
他の発達障害
- 学習障害 (LD) はADHDを持つ子供の約20-30%に見られる。学習障害は発音・言語の発達と学習スキルの障害が含まれる。

他の情緒障害
- トゥレット障害は、ADHDを持つ人においてさらに一般的である。
- 反抗挑戦性障害 (ODD) と 素行障害 (CD) は、ADHD患者においては、二次的にそれを併発することがある。障害への無理解などによって周囲からネガティブな打撃を受けることなどに起因する。素行障害では規則違反を起こし、反抗挑戦性障害では権力に逆らう。
- 夜尿症 - 一般の15歳以上で夜尿を起こす割合は1%程度とされているが、ADHDで夜尿症を発症する割合は約3割にものぼるとされる。

気分障害
- うつ病は主に周りのネガティブな反応に対して二次障害として併発する。抑うつによる注意力散漫と鑑別する必要がある。
- 双極性障害はうつ状態における注意力散漫、躁状態における易怒性や衝動性、気分の波など表面上の症状は類似している。またADHD患者の11%は双極性障害を併発している。
- 重篤気分調節症は主に子供に対する双極性障害の過剰診断を減らす目的でDSM-5に掲載された気分障害である。ADHD、双極性障害、反抗挑戦性障害に症状が類似している。

#### パーソナリティ障害
境界性パーソナリティ障害
短時間に気分が急速に変化する、対人関係の障害、強い衝動性や自己破壊行動といった点で類似している。鑑別方法としてはADHDの場合は幼少期から特徴がみられる、見捨てられ不安が目立たないなどの違いがある。境界性パーソナリティ障害の患者の16.1%に成人ADHDが見られたとの報告もある。境界性パーソナリティ障害の患者の多くは虐待を経験しており、ADHDであることを知らずに親の抑圧的な教育を受けていることが原因の一つともいえる。一方では併存していると思われた例にADHDに対する薬物治療を開始したところ、敵意や猜疑心が消失したとの報告もあり、実際には誤診断されているケースもままあるとみられる。
反社会性パーソナリティ障害
反抗挑戦性障害 (ODD) を併発したADHD患者のうち、それの改善がなされず、また適切な治療を受けなかった者の一部は、寛解せずに反社会性パーソナリティ障害に移行することがある。

#### その他の疾患
- てんかん - ADHDを持つ児童のうち約3割が脳波異常、特にてんかんやナルコレプシー（以前は睡眠てんかんとも称した）に似た脳波を記録することが確認されている[59]。
- 甲状腺機能亢進症、薬物乱用、アルコール乱用などによる注意力低下や衝動性を除外する[60]。
- また保護者におけるうつ病を確認し、存在すれば適切な処置を行う[60]。

## 過剰診断の問題
製薬会社による広報活動の影響もあって診断数は年々増加している。
正常な人や他の原因によって症状が出ている人は、精神刺激薬による治療によって問題が悪化しかねない。
DSM-IVのアレン・フランセス編纂委員長は、製薬会社に利用されるような診断名の追加は避けたと思っていたが、マーケティングは容易くこれを突破してしまい、DSM-IV発表以降、米国で注意欠陥障害が3倍に増加したことについて「注意欠陥障害は過小評価されていると小児科医、小児精神科医、保護者、教師たちに思い込ませた製薬会社の力と、それまでは正常と考えられていた多くの子供が注意欠陥障害と診断されたことによるもの」と指摘している。
早生まれの子供の学級における落ち着かない行動が異常と判断されるなど単なる未熟性が病気のように扱われる場合もある。詳細は「相対年齢効果」を参照。
子供の15%がADHDの診断を受けているアメリカでは2010年にADHDと診断された児童450万のうち100万人が誤診である可能性が指摘されており
フランセスは「米国では、病気ではない子供たちが過剰診断されて薬物治療を受けている」と述べた。
注意障害雑誌を創刊し、またMTA研究を主導したキース・コナーズも、過剰診断と過剰処方に注意を促した。
児童の権利に関する条約は、注意欠陥多動性障害(ADHD)が、薬物治療によって治療されるべき疾患であるとみなされていることを懸念し、診断数の推移の監視や調査研究が製薬会社と独立して行われるようにと提言している。
アメリカ疾病管理予防センター (CDC) は、行動療法が優先されるが、75%が投薬を受けていることに注意を促している。

### 過度の従順を強制することへの批判
アメリカでは児童に少しでも問題行動があったり、癇癪持ちだったりすると注意欠陥・多動性障害や行為障害などの精神疾患と診断され、リタリンによる薬物治療が継続して行われること（「薬漬け」と形容される）が問題になっている。ナラティヴ・アプローチの普及を目指す医療ソーシャルワーカーのデイヴィッド゠ナイランドは、安易に児童を精神疾患と診断することで、周囲が色眼鏡でその児童を見るようになり、児童自身も自己暗示でその精神疾患の特徴とされる行動規則から逃れられなくなり、自己肯定感も下がることを批判している。それらの治療では反抗的行動と見なされる行為を抑え込むことがとりわけ強調されるが、ナイランドは一概に従順を求めることでその人物の個性を潰すことになることを憂慮している。ナイランドは、既成の社会の価値観や法律（逃亡奴隷法）に逆らって、黒人奴隷のジムと共に奴隷制を廃止した自由州へ向かうハックルベリー・フィン（『ハックルベリー・フィンの冒険』の主人公）が現代に生きていれば不適切な治療で個性を潰されることになるだろうと述べている。ナイランドによれば、一昔前のアメリカ社会では児童がそれらの問題行動を起こしても、いたって「普通」だと見なされていたという。ナイランドの考えは医学博士ジーン゠コムズも賛成している。

## 治療
世界保健機関や日本のガイドラインでは、児童青年のADHDへの第一選択肢は心理療法（心理教育、ペアレント・トレーニング、認知行動療法など）であり、薬物療法は児童青年精神科医の管理下でのみ行うことができ、かつ6歳未満に対しては投与してはならない。心理療法では認知行動療法やソーシャルスキルトレーニング、また親の接し方の練習であるペアレント・トレーニングといったものがある。児童における大規模なMTA研究にて1年時点で見られた投薬の優位性は、2年以上の投薬では行動療法などと差が見られず疑問が呈されており、他の長期研究でも長期の投薬による利益は報告されていない。
アメリカ疾病予防管理センター(CDC)は、4-5歳のADHDに対しては、薬物療法の前にまず心理療法を実施するよう勧告している。一方でCDCは、6-17歳のADHDに対しては、薬物療法と心理療法の両者を実施するよう勧告している。
一方で英国国立医療技術評価機構(NICE)は、未就学児においては薬物療法を推奨しておらず、就学児童および青年においては第一選択ではなく重症の場合の選択としている。
日本での2016年のADHDの治療ガイドライン4版は、薬物療法が中心となっていた以前の2008年3版と比較して、心理社会的治療が大幅に充足された。子供へのソーシャルスキルトレーニング (SST)、親へのペアレント・トレーニングなど心理社会的治療や、学校との連携など環境調整が優先され、薬物療法ありきの姿勢は推奨されない。
アメリカ国立精神衛生研究所 (NIMH) が出資した、7歳から9歳の600人近い子供を追跡した大規模な研究であるMTA研究が実施された。それまでの研究に一般的な4か月以内の研究より長期であり、行動療法、薬物療法、またその併用を比較するための試験であった。14か月時点では薬物療法と併用した場合、他の方法よりも症状が改善しており、またこの時点で薬物療法の4%に精神刺激薬の重篤な副作用による中止があり、食欲喪失、睡眠の問題、泣き叫ぶ、反復運動といったもので、さらに薬物療法では身長と体重の成長に遅れがあった。3年後では、ほとんどの人々に改善が維持されていたものの、行動療法などとの治療利益には差がみられなくなっていた。並存疾患の発生率も3年後では差がない。
8年後でも投薬した群に恩恵があったというわけではなかった。8年では医薬品を用いなかった人も同様の機能水準があったため2年以上の薬物療法には疑問が持たれた。医薬品を用いた人の医薬品の種類は91%が精神刺激薬（メチルフェニデートなど）を含む治療である。14か月時点で投薬を受けていた人の61.5%は、8年の間に投薬を中止していた。16年目では長期的な投薬は症状の重症度の低下に結びついておらず、1-2センチの身長の成長の抑制と関連していることが分かった。投薬や教育サービスはむしろ不利な傾向を示しており、問題が悪化した子供ではより多くの治療が施されたのではという議論も生じている。時間と共に全被験者に改善の傾向が見られた。（#経過も参照）
フランスでは、心理療法や家族カウンセリングを実施し、実際に問題を解決すると真にADHDに診断される児童は少ない（0.5%）ということである。フランスでの心理社会的な手法は包括的に取り組まれ、食事では合成着色料、保存料、食物アレルギーが症状を悪化させていないかといったことにも着目し、子育ての方針においても子供を管理するために薬を使うのではなく、はっきりとしたルールの中で耐えることを学ばせることが定着している。

### 心理療法
家族には心理教育、ペアレント・トレーニングを行う。本人の症状をコントロールすることよりも本人の特性にあった環境を整えることが重要である。ペアレント・トレーニングは、症状を持つ児童への接し方を親が学ぶということである。
児童青年のADHDには、WHOおよびNICEのガイドラインでは認知行動療法(CBT)およびソーシャルスキルトレーニング (SST) を提案している。また成人においては、NICEは患者が薬物療法を希望しない、または薬物療法の効果が乏しい際にCBTを検討するとしている。
認知行動療法に関してはセルフヘルプのできるワークブックも利用できる。SSTは困っていることを、上手にこなせるように実際に練習してみるということである。
さらに、ADHDを持つ子供へは、Summer Treatment Program (STP) などの治療プログラムの実施が有効であり、参加したすべての子供に行動改善が認められ、ADHDの症状が有意に改善するとされている。また、ADHDを持つ成人へも、薬物療法と並行して、心理教育・動機付け面接技法・認知行動療法（活動スケジュール表の利用・問題解決法・認知再構成法などを含む）・ソーシャルスキルトレーニング (SST) などから構成される、ヤング・ブランハム・プログラムなどの治療プログラムを実施することが、症状の改善に有効であるとされている。
なお、二次的な症状として、不安障害やうつ病、不眠症などの症状が生じる場合も多く、その場合はADHDの治療と並行してそれらの症状への治療を行い本人をサポートする（「不安障害#治療」、「うつ病#治療」、「不眠症#治療」などを参照。これらの治療も、本人が取り組みやすいようADHDの特性を踏まえて工夫して行うことが重要である）。

#### 認知行動療法
ADHDの認知行動療法では、下記の技法などが用いられる。治療や支援を行う際には、本人の症状・年齢・環境・併存症の有無等に応じて、下記の技法などを統合して包括的かつ効果的な介入プログラムを立てることが重要である。
- 認知行動的介入：随伴性マネジメント、ソーシャルスキルトレーニング (SST)、ペアレント・トレーニング、トークンエコノミー、活動スケジュール表の利用、問題解決法、仲間教示法、行動契約、教室行動マネジメント、先行条件の変更、学業スキル訓練
- 行動的介入（後発事象のコントロール）：正の強化、負の強化、タイムアウト、消去法
- 認知的介入：認知再構成法、セルフトーク、葛藤解決、怒りのマネジメント法（アンガーマネジメント）

なお、認知行動療法の実施とセットで、ADHD児・者の特性に応じた合理的配慮や環境調整が行われることも大切である。

### 社会的方法
環境上の配慮の仕方や、周りの人の関わり方によって、本人の困り事も違ってくる。したがって、問題の原因を本人の中に求めるのではなく、周囲の関わり方や環境上の配慮の仕方を改善し、支援をしていくことが大切である。
不適応行動は障害や周囲の環境に起因するもので、本人の身勝手や故意によるものではないため、自信の喪失や抑うつ症状を引き起こさないよう、決して叱責や非難をすることなく、適切な行動を褒めて良好な関係を保つことが重要である。また、支援には、教育的支援、心理・社会的支援、医療的支援の連携が不可欠である。
環境変容法
注意をそらす物を周りに置かない。
問題を引き起こす要因となりやすい場所や用具などの多様な環境条件や刺激を改善・調整し、本人の適応的な行動を支援する。
文化的配慮
医学博士ジーン゠コムズは、文化学博士・医療福祉士（医療ソーシャルワーカー）のデイヴィッド゠ナイランドによる療法を高く評価し、重要なのは「何も疑問に思わずに従順に育つこと」ではなく、「勇気と文化に対する反抗心を持って育つこと」であると述べている。

### 薬物療法
WHOは、正しく診断されたADHDに対してはメチルフェニデート製剤の薬物療法を用いるとするが、薬物療法は対症療法であり根治を目指すものではなく、専門医の指示の下で行うべきであり、相談なくプライマリケアでは処方してはならないとしている。薬物療法は継続的な心理行動への包括的介入の一部でなければならない、とくに子供の場合は6歳以上で心理行動療法に効果がなかった場合に慎重に使う、としている。
成人のADHDについては、NICEは薬物療法を第一選択肢とするべきだと勧告している（患者が心理療法を好んだ場合を除く）。薬物乱用ポテンシャルのある患者についてはアトモキセチンを提案している。
MTA研究以外の長期的な研究も長期的な医薬品の利益を報告しておらず、3-5歳の子供を6年追跡したPATS研究では、投薬の恩恵は見いだせなかった。
コクラン共同計画による小児ADHDにおけるメチルフェニデートの効果に関するシステマティックレビューでは、治療期間は平均75日と非常に短く、証拠の品質が低いので医薬品の影響の大きさを特定できなかった（有益なのか明らかとならなかった）。死亡や致死的な副作用は増加していないが、睡眠障害が1.6倍、食欲低下が3.6倍であり、副作用の評価のためにはより堅牢な試験が必要とされることが結論されている。成人ADHDでのメチルフェニデートのシステマティックレビューは批判のため2016年に撤回されており、不明確のリスク評価に対して信頼性が高いとしたり、11研究の内2つだけが抑うつなど並存疾患のある被験者をはっきりと残していたため一般的な効果であるかの妥当性が損なわれており、試験期間は1-7週間であり小児研究で観察されているように効果は時間と共に減少してもよく証拠の格下げにつながってもよかったといった理由があり、評価のために偏りのない長期研究が必要とされる。
子供のためのADHD治療薬の承認のための試験では、精神病や躁病は1.48%に出現し、虫、昆虫、ヘビの幻覚が一般的であった。異なる条件である、うつ病、双極性障害、統合失調症の両親を持つ子供では、精神刺激薬の使用群（メチルフェニデートが83%）では62.5%が精神病症状を呈し、服用していない群では27.4%であった。
ADHDの治療薬の使用と骨密度の低下が報告されており、この懸念から実施された動物研究ではメチルフェニデートが悪影響を与えることが観察された。成長抑制以外に長期的な害がよく知られていないため、2017年に動物試験におけるシステマティックレビューを実施したところ、α2受容体作動薬のクロニジンと、メチルフェニデートで生殖機能を損なっている形跡が見られた。
精神医療における大麻の有効性が広く認知されるようになった最近では、医療大麻のADHDに対する有効性について現在多数の研究が行われている。規制の緩和された米国やカナダ、英国等で精神科医が医療大麻や大麻の有効成分であるテトラヒドロカンナビノール(THC)系製剤を患者に処方する場合が増えており、中枢神経興奮薬に比べ副作用や依存の少ない有力な代替薬として使用されている。
北米で小児の薬物有害反応の報告が最も多かったのは、ADHDの治療薬と、にきび治療薬のイソトレチノインであり、北米でのADHD治療薬の使用量に関係している可能性がある。
ADHDについて光トポグラフィーで薬物治療の効果を確認できることが示された。（途上の技術である、光トポグラフィーを参照。）
薬物療法の実施にあたっては、継続的に服薬することでどのようなメリットや効果があるのかを、本人の視点に合わせてわかりやすく伝えていく。その上で、服薬支援アプリなど定期的な服薬につながる工夫についても紹介し、本人をサポートする。

#### 医薬品
医薬品では、覚醒水準を引き上げる薬が用いられる。
日本でADHDに適応がある薬は、メチルフェニデート徐放剤（コンサータ）、アトモキセチン（ストラテラ）、グアンファシン（インチュニブ）、リスデキサンフェタミン（ビバンセ）の4種類。
|              | コンサータ                                                                   | ストラテラ                                               | インチュニブ                                        | ビバンセ                                                |
| ------------ | ---------------------------------------------------------------------------- | -------------------------------------------------------- | --------------------------------------------------- | ------------------------------------------------------- |
| 一般名       | メチルフェニデート                                                           | アトモキセチン                                           | グアンファシン                                      | リスデキサンフェタミン                                  |
| 種類         | 中枢神経刺激薬剤                                                             | 非中枢神経刺激剤／選択的ノルアドレナリン再取り込み阻害剤 | 非中枢神経刺激剤／選択的α2Aアドレナリン受容体作動薬 | 中枢神経刺激剤                                          |
| 形状         | 浸透圧を利用した放出制御徐放カプセル                                         | カプセル、液、錠剤                                       | 徐放錠                                              | カプセル                                                |
| 作用         | ドーパミン・ノルアドレナリン再取込阻害                                       | ノルアドレナリン再取込阻害                               | アドレナリンα2A受容体刺激                           | ドーパミン・ノルアドレナリン再取込阻害・遊離促進        |
| 効果発現     | 比較的早く                                                                   | ゆっくり                                                 | 比較的早く                                          | 比較的早く                                              |
| 効果持続     | 約12時間、効果に切れ目がある                                                 | 終日                                                     | 終日                                                | 約12時間、効果に切れ目がある                            |
| 1日の服薬    | 1回朝                                                                        | 2回                                                      | 1回                                                 | 1回朝                                                   |
| 副作用       | 食欲減、不眠、体重減、など                                                   | 頭痛、食欲減、眠気、など                                 | 傾眠、血圧低下、頭痛、など                          | 食欲減、不眠、頭痛、など                                |
| 適応年齢     | 6歳から                                                                      | 6歳から                                                  | 6歳から                                             | 6歳から17歳（2023年現在）                               |
| 流通規制     | あり                                                                         | なし                                                     | なし                                                | あり                                                    |
| 開発メーカー | ヤンセンファーマ（、ジョンソン・エンド・ジョンソン）                         | イーライリリー、他社ジェネリックあり                     | 武田薬品工業（←シャイアー）                         | 武田薬品工業（←シャイアー）                             |
| 添付文書     | 添付文書、pdf                                                                | 添付文書、pdf                                            | 添付文書、pdf                                       | 添付文書、pdf                                           |
| 備考         | 即放錠「リタリン」の成分を、アルザ社の買収によって得た技術で徐放カプセル化。 |                                                          | 古い高血圧治療薬を応用。                            | シャイアーはアンフェタミン製剤「アデラ―ル」のメーカー。 |

特に中枢神経刺激剤の効果が高く、多くの場合でメチルフェニデート（短時間型:リタリン/長時間型:コンサータ）が使用される。
しかしながら、日本では2014年4月～2015年3月にADHD治療薬が処方された患者のうち、メチルフェニデートが処方された患者は64%であり、これは英国（94%）、ノルウェー（94%）、韓国（94%）、トルコ（92%）、ドイツ（75～100%）と比較し著しく低くなっている。
このような要因として、日本では短時間作用型メチルフェニデート（リタリン）のADHDに対する承認が得られておらず、長時間作用型（コンサータ）のみが承認されていること、アトモキセチン（ストラテラ）に処方制限がない一方で、メチルフェニデート（コンサータ）のみ医師の登録が必要であるなど処方制限があるというアンバランスな規制となっていること、診療ガイドラインにおいてメチルフェニデート（コンサータ）とアトモキセチン（ストラテラ）の両方を第一選択薬としていることが影響していると考えられる。
同様に中枢神経刺激剤であるリスデキサンフェタミン（ビバンセ）も日本以外では第一選択薬となっている場合が多いが、日本ではメチルフェニデートと同様の処方制限があり、さらに2025年現在6歳から17歳に対する適応のみであり、18歳以上のADHDに対する承認は得られていない。
メチルフェニデート
かつて日本でメチルフェニデート（商品名リタリン）が使用されていたが、ADHDへの使用は認可されていなかったため、二次障害のうつ病に対して処方するという形をとっていた。しかし、2007年10月乱用のため、リタリンの適応症からうつ病が削除された。代わってメチルフェニデートの徐放剤（商品名コンサータ）が小児期におけるADHDの適応薬として認可され、2013年に成人へと適応が拡大された。
メチルフェニデートは長期摂取による依存性や何らかの副作用が懸念されるが、適正に使用されている限り薬物耐性はつきにくい。特に思春期以前の児童に関しての投薬も依存の危険はないとされるが、米国ではあまりに安易に幼年児にも処方するため、2-3歳児への処方では実際にはADHDではないケースがかなり含まれているのではとの懸念がなされている。メチルフェニデートは前頭前野皮質のノルアドレナリン・トランスポーター (NAT) に作用し細胞外ドーパミンの濃度が上昇、治療効果をもたらすという仮説がある。リタリンは、脳内のドーパミン・トランスポーターとノルアドレナリン・トランスポーターに作用する事で、ドーパミンやノルアドレナリン量を増やす。セロトニン・トランスポーターにはほとんど作用しない。コンサータ錠は12時間程度効果が持続する、すぐに効き目が現れるので数日で効果がみられるといった特徴があるが、コンサータ錠適正流通管理委員会に登録がある医師しか処方が認められていない。
短時間作用型のメチルフェニデート（リタリン）は2025年現在も日本ではADHDに対する承認が得られていない。かつて日本でもADHDに対して実質的に処方されていたが、過去に乱用の問題があり、うつ病への適応が削除されたため、うつ病への適応を利用したADHDへの処方ができなくなった。
リスデキサンフェタミン
リスデキサンフェタミン（商品名ビバンセ）はデキストロアンフェタミンのプロドラッグであり、ノルアドレナリンおよびドーパミンの放出促進と再取り込み阻害によって、中枢神経に作用する。2019年2月に小児に対して認可された。成人に対しては2025年現在も承認が得られていない。
アトモキセチン
アトモキセチン（商品名ストラテラ）は、ノルアドレナリンの再取り込みを阻害する作用を有する。2009年4月に認可された。本剤も小児に限定されていたが、2012年に成人へと適応が拡大された。ノルアドレナリン・トランスポーターに作用する事により、間接的にドーパミンにも作用するとされる非中枢刺激剤である。メチルフェニデートと異なり乱用の可能性がない。
グアンファシン
グアンファシン徐放剤（商品名インチュニブ）が、2017年3月に子供に対して認可された。非中枢神経刺激薬で、α-2アドレナリン作動薬に分類され、機序はまだ未解明だが、患者の低下している前頭前皮質の後シナプス性アドレナリンα2受容体に作用し、多動性・衝動性を改善するとしている。延髄ではアドレナリン2A受容体の刺激によって、交感神経を抑制し血圧が下がることが知られており、この作用を持つグアンファシンやクロニジンは高血圧治療薬であったが、以前よりADHD治療にも使われることがあった。2019年6月より成人に対して認可された。
アメリカではアンフェタミン（アデロール、日本法における覚醒剤）、デキストロアンフェタミン（アンフェタミンのD体）、リスデキサンフェタミン（体内でデキストロアンフェタミンになる）も用いられる。ダソトラリンの臨床試験が進行しており、これはセルトラリンの活性代謝物である。

#### ADHD適応外の製薬
DNRIのADHD治療薬を大日本住友製薬の米子会社であるサノビオン・ファーマシューティカルズ・インクが米国で治験中である。DNRIは同じくノルアドレナリンとドパミンに作用する中枢神経興奮薬よりも緩やかに作用し、依存性も少ないという特徴がある。
アメリカ合衆国ではメニエール病に使用されていたベタヒスチンも臨床試験中である。

#### 漢方薬
ADHDなど、発達障害には抑肝散、抑肝散加陳皮半夏、甘麦大棗湯、黄連解毒湯、香蘇散、柴胡加竜骨牡蛎湯、当帰芍薬散などをその人の証にあわせて使い分ける。また、西洋薬の補助として併用することもある。抑肝散、抑肝散加陳皮半夏に関しては、ADHDに効果があることが日本東洋医学会でも示されている。Shanghai Journal of Acupunctureにおける研究によれば、子供592名を、鍼灸グループと漢方薬グループ、比較グループに分け、鍼灸で84.45%の効果率、漢方薬で78.77%の効果率となりどちらも、症状と脳波に改善が見られ、また患者の年齢が低いほど良好な結果が得られた。」とのことである。

### 鍼治療
ADHDには、鍼治療が有効という意見があり、日本でもADHDに鍼治療を行う鍼灸治療院が存在する。また、日本小児はり学会でも発達障害をテーマとされたこともあり、「ADHDと疳の虫は同疾患である」という意見も存在する。ニューイングランド鍼灸大学院大学助教授、桑原浩榮によれば、軽度の疳虫症は肺虚肝実証、重度のADHDは七十五難型肝実証、薬剤過剰投与で脾虚肝実証となることが多いという。また、治療回数は一般的な疳虫症で4日から5日連続、軽症で2日から4日連続、重症だがADHD薬を服用していなければ7日から10日の連続、毎日の服用が10mg以下のADHDは週一回で1年から3年、毎日の服用が20mg以上のADHDになると週2日から3日で2年から4年ほどである。米国において、ADHDへの鍼治療は認知度が高まりつつある。一方、中国四川大学の調査ではADHDへの効果は不明とされている。
研究事例
- 経頭蓋磁気刺激法 (TMS) - 経頭蓋磁気刺激法をADHDに使用した結果、数値は小さいが注意力に改善が見られた。
- 中医学による、中薬と鍼治療。河南中医学院では、ADHDを弁証論治別に分別し、中薬で出すべき生薬や鍼治療における経穴を示している。

### ワーキングメモリの訓練
21世紀となりワーキングメモリにおける障害は、ADHDの主要な障害または中間表現型であることが明らかにされた。神経生理学的にはADHDは脳の前頭葉とドーパミン・システムの機能変化と関係がありえる。(Castellanos and Tannock, 2002; Martinussen et al., 2005)
スウェーデン、カロリンスカ医科大学のクリングバーグらは、コンピュータによる訓練方法を開発し、2つの研究 (Klingberg et al. 2002, Klingberg et al., 2005) においてワーキングメモリーが訓練により改善可能であり、ADHDの症状を、精神刺激薬に匹敵する効果量にて軽減することを明らかにした。当時の同大学学長であり、世界的なエイズ研究者であるハンス・ウィグゼルは、医学を専門とする同大学ベンチャー・ファンドとしては初めて新薬以外の分野として事業化を支援し、2009年現在スウェーデンでは約1000校の小学校（約15%）において、米国では約100クリニックにて、それぞれ年間3000人以上の児童・成人のADHD改善トレーニングが行われている。
日本では、2007年夏より約半年間のえじそんくらぶによるワーキングメモリートレーニング評価プロジェクトとして開始された。2008年日本発達障害ネットワーク年次大会にブース出展があり、関係方面への紹介がされた。日本では2009年、コグメド・ジャパンがワーキングメモリトレーニングを提供している。
英ヨーク大学のギャザコール、英ノーザンブリア大学のホームズらは、コグメドのワーキングメモリ訓練を使い、訓練プログラムと、精神刺激薬による薬物療法の2種の介入にて、ADHDをもつ児童のワーキングメモリ機能への影響を評価した。薬物療法が視空間のワーキングメモリだけ改善した一方で、訓練はすべてのワーキングメモリ要素（言語も加えたワーキングメモリと短期記憶）で大幅な改善をもたらし効果は6ヶ月後も持続した。IQ成績はいずれの介入でも変化しなかった。議論のなかで、「断然に最もドラマティックなワーキングメモリの改善はワーキングメモリトレーニングで観察された。測定されたワーキングメモリのすべての構成要素で有意で大幅な改善が見られ、それぞれにおいて、グループの児童を同年代の平均以下のレベルから平均以内のレベルにもっていった」と報告し、トレーニングによる視空間・言語すべての要素のワーキングメモリへの全体的な改善が、教室の言語中心の環境における多くの学習活動でワーキングメモリへの重い負荷にしばしば耐えられない児童にとって重要で実用的な利益となろう、としている (Joni Holmes, Susan E. Gathercole 2009)。

### 食事療法
ランダム化比較試験で、ビタミンミネラルは、感情調節、攻撃性、不注意を改善したが、過活動と衝動性には変化がなかった。
フィンランドの調査で、腸内フローラがADHDを予防する効果がある可能性が示唆されている。

## 経過
367例の小児ADHDでは、29.3%が成人期まで症状が継続した。

## 疫学
ADHDの子供の大部分は正常な知能である。

### 有病率
有病率は、DSM-5(2013)ではほとんどの文化圏で子供の約5%、成人の約2.5%、男:女比では子供で2:1、成人で1.6:1という記載がある。WHOの調査では、成人では世界全体で3.4%（国によって1.2% - 7.3%と大きく異なる）。主症状のうち、多動は9歳から11歳、衝動性は12歳から14歳で診断的寛解となることが多く、不注意は成人後も継続する事が多いという報告がある。
米国CDCの統計では、4-17歳児童の約11%（640万人）がADHDと診断されており（2011年）、男児が13.2%、女児が5.6%と男児に多い。ニューヨーク・タイムズは、古典的なADHDの有病率は児童の5%であるが、しかし今の米国ではADHDは喘息に次いで二番目に多い小児疾患であり、それには過剰診断や製薬会社による病気喧伝があると述べている。英国の統計では、狭義のICD-10によるhyperkinetic については児童青年の1-2%ほどであり、広義のDSM-IVによるADHDについては児童青年の3-9%ほどであった。一方フランスでは症状を呈す心理社会的原因の解消を試みており真にADHDと診断される子供は0.5%である。
日本の有病率は、成人では浜松市の大規模調査より1.65%と推定されている。

### 双生児での研究
コロラド大学のジャクリン・J・ジリスらの研究では、ADHDを発症した一卵性双生児が二人とも発症するリスクは、ADHDを発症した一卵性ではない兄弟姉妹の場合の11倍 - 18倍になると報告された。ノルウェーのオスロ大学のグヨーネとサンデット、英国のサウサンプトン大学のジム・スティーブンソンらの研究では、526組の一卵性双生児と389組の二卵性双生児を調べた結果として、最大で80%までADHDを遺伝的要因で説明できると発表した。

## 生活への影響

### 日常生活において
2005年に発表された研究によると、ADHDを抱える人物は健常の人物に比べて、学歴に関わらず就業率が低く（失業率が高く）、また低収入であった。日本では発達障害者支援法によって、発達障害の特性への理解と発達障害者の社会参加への協力が国民の責務とされ、ADHDを抱える人物の就学・就労のための環境整備が続けられている。
ADHDの人物はインターネット依存症になりやすい。2019年に発表された日本の研究によると、インターネットの依存度をテストするYIAT(Young's Internet Addiction Test)において、70点以上をインターネット依存症とした時、一般人口と比較してADHDのみの場合は約4.31倍で、ADHDに加えてアスペルガー症候群と診断されたものでは約6.89倍もその割合が大きかった。なお、アスペルガー症候群のみの場合は、約3.72倍であった。米国医師会雑誌(JAMA)に2018年7月17日掲載された2500人の10代の若者を2年間にわたって追跡した調査によると、10代の若者によるソーシャルネットワーク(SNS)サイトやビデオゲーム、ストリーミング配信サービスの利用が増えれば増えるほど、ADHDの症状を引き起こすリスクが高まることがわかった。デジタルメディアを1日に複数回使うことはないと答えた約500人のティーンのうち、ADHDの症状（作業を最後まで続けられない、静止しているのが困難など）が見られる比率は4.6%だった一方で、質問した14種類のデジタルメディアの全てを毎日使うと答えた約50人では、その比率が10.5%だった。
アングリアラスキン大学のシャロン・モレインらは、ADHDクリニックに通う患者88人を対象に調査をした結果、ADHDの人々は一般の人と比べてため込み症の傾向をより強く示し、対照群の2％に対し、約20％が買いだめ障害の有意な症状を示したという。

### 学業など

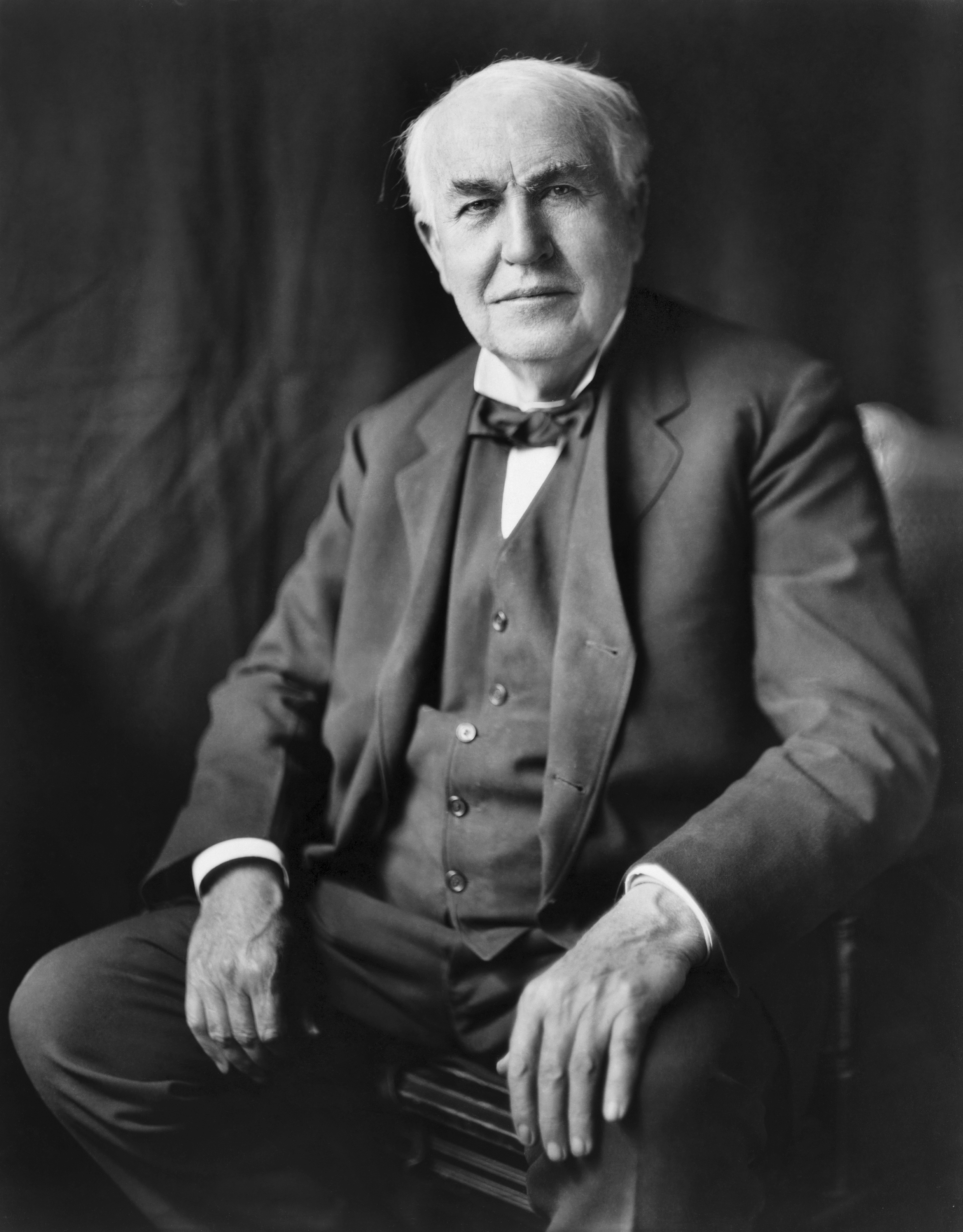
ADHDを抱えていたと見られるトーマス・エジソン。幼少期は学校になじむことができず、また学校側の無配慮もあって、学校を退学しホームスクーリングで育った。

フランスのある研究によるとADHDの子供は、一般の子供に比べて3.58倍留年しやすく、日本での高校に相当するセカンダリ・スクールでは中退が2.41倍多いという。またCDCによると、ADHD児を持つ親は、一般児と比べて親子関係がトラブルとなる確率が約3倍であるという（21.1%と7.3%）。
学習面においては、計算などの単純作業において障害が原因で健常児と比較してミスが多くなる傾向はあるが、周囲の人間の適切なフォローや本人の意識によってミスを減らすことは可能であるとされている。ADHDだからという理由でレッテルを貼ったり、甘く評価するなどは不適切な対応であるという意見もある。かといって、現在では一般教諭がADHD児に対して常に適切な対応を取ることは容易だというわけではない。
学習機能面以外の問題として、ADHD児は授業中に立ち歩く、他の生徒とずっとおしゃべりをし続けるなど、教諭や他の生徒にとって迷惑な存在になるケースも多い。またノートを取る、宿題をする、提出物を出すなどの行為をADHDの児童が苦手とする傾向がある（あるいは興味のある教科しか勉強しないなど）。そもそも、教育現場でADHDが注目されるのは、学級崩壊の原因になるような問題児が発生することへの説明としてADHDが槍玉にあがったことという構造がある。2014年には京都市立小学校で、ADHDの傾向がある男子児童に対し、女性教諭が粘着テープを示して口に貼り付けていたことが判明し、児童の保護者が「ADHD児に対する差別的な取り扱いだ」と抗議する事態となった。これについては、有識者からは「教諭一人の問題でなく、学校が児童一人一人の教育機会を十分に保障していないためだ」という意見がある。
教育での配慮としては、勉強をしているとき外的刺激を減らしたり、子供の注意がそれてしまった時に適切な導きを与えてやったり、頃合いを見計らって課題を与える、褒めることを中心にする、などが挙げられる。一例として「勉強しなさい」と言うよりも、机の上にその子供の注意を引きそうな学習意欲を向上させる本をさりげなく置いておく等である。
日本の公立学校には、発達障害を抱える児童が普通学級で学べるよう、それを抱える児童への「合理的配慮」をする義務が学校に課されている。しかし対人関係を苦手とする、それを抱える児童が引きこもりになり、フリースクールや特別支援学校への進学などを選択すると、（高校）卒業資格を得られず進学や就職でハンデになる。しかし近年設置が進められている学びの多様化学校は学校教育法施行規則に基づいて設置されているので、卒業資格を得られるメリットがある。

### 犯罪行動との関係
ADHDの人物と犯罪行為の相関関係は、一般の人より高確率であるという研究と、ほぼ同等であるという研究がある。現在の精神医学界では、ADHDや広汎性発達障害など発達障害そのものが触法行為の原因になると考える見解よりも、その人物を巡る周囲環境との相互作用の結果として触法行為に至ったと考える見解が優位になっている。
ADHDの人物の犯罪率が健常者より高いと考える研究では、ADHDの人物はセルフコントロール能力が低いことが原因と分析し、世界の少年鑑別所、留置所、刑務所の収容者で、ADHDの人物の占める割合が高いと指摘する。日本での2022年の調査では、新規受刑者700名に対して調査を実施したところ約12％がADHDとの判定で、一般の成人集団に占めるADHDの割合よりも高い割合だった。ADHD陽性者のうち治療が必要不可欠と考えられる受刑者で、治療を希望する人物に、薬物療法（メチルフェニデートの投与）などを含めた治療を実施したところ、約7割で症状の改善が見られた。網走刑務所矯正医官の富田拓は、適切な治療を受けていたADHDの人物は、そうでないADHDの人物よりも犯罪率が低いとする海外の研究結果を例に挙げ、刑務所でのADHDを持つ受刑者の治療体制の構築と、出所後のバックアップ体制の構築が必要だと主張する。
町沢静夫はADHDの特徴は攻撃性であると述べている。それによると注意欠陥・多動性障害の症状は攻撃性と非行であり、いろいろな小さな悪事を重ね、慢性化すると行為障害となり、18歳以上になると反社会性パーソナリティ障害になることが多いという。しかし、町沢がADHDと診断した患者のうち、メチルフェニデートの効果があったのは5%である。これは他の研究によって一般に60% - 80%とされる結果とかけ離れており、町沢の診断したADHDは、典型的なADHDではない可能性がある。これについて、町沢は米国人と日本人の特性の違いから薬物の効果に差があると説明している。
日本では1997年11月、朝日新聞が神戸連続児童殺傷事件に関し、ADHDが犯罪に関連するかのような印象を与えたと、精神発達指導教育協会などから謝罪を求められ、紙面で謝罪した。
社会活動家で元衆議院議員の山本譲司は、自身が政治資金規正法違反で逮捕され服役していたころの体験をもとに、著書『累犯障害者』で社会福祉制度の不十分さによって精神障害者が刑務所で多数を占め、福祉の代替施設のようになっていることを報告した。山本は自著についてのインタビューで「知的障害者や発達障害のある受刑者のほとんどが、福祉や家族から見放され、挙げ句、何日も食事がとれないほどの困窮状態におちいり、窃盗や無銭飲食などに手を染めることになっている」「重い罪を犯した人の場合は、社会に蔓延する同調圧力に耐えられず、空気が読めないと虐げられ続けてきた辛さが、何らかの刺激によって犯罪に結びついている」「障害があるからといって、罪を犯しやすいというわけでは決してない」と述べた。山本によれば、障害を抱えた受刑者の多くは実社会での差別から逃れるために刑務所に故意に入所したり留まったりすることを望む人物が多く、裁判官も精神疾患を抱えた被告人に対する同情から、三食を提供される刑務所に入った方が本人のためだろうと考えて実刑判決を下すことが多いという。山本は泉房穂らと共に精神疾患を抱えた出所者の福祉のあり方を問う研究委員会を発足させた。明石市長に就任した泉は精神疾患を抱えた出所者を支援する行政部署を設置し、また「明石市更生支援及び再犯防止等に関する条例」を制定した。

### 日本の診断・治療環境
ADHDという分類が妥当であるのかということはADHDの概念を確立したアメリカでも論争が続いている状況である。日本においては、ADHDの特徴については未だ明確に定義化されていない。近年は一般向け書籍の増大やテレビ番組における報道による認知度の上昇の影響で、「自分がADHDではないか」と受診してくる患者が増えた。
2013年に日本精神神経学会学術総会が静岡県の浜松市で行った調査によれば、調査対象10000人のうち196人が結果ADHDの「疑いがある」と認定をされた。
文部科学省は、ADHDの特徴として、「年齢あるいは発達の度合いに不釣り合いな注意力、衝動性、多動性」と定義づけている。文部科学省は、平成15年3月に行われた、「特別支援教育の在り方に関する調査研究協力者会議」において、判断基準や指導方法について提示した。また、同年より、高機能自閉症や学習障害も含めて、支援を目的とした、「特別支援教育推進体制モデル事業」を開始した。

## 病名・概念の変遷
多動で落ち着きのない子供の存在は古くから知られており、ADHDの疾患概念は最近になって現れたものではない。後に小児神経医学などの分野で注意が払われるようになる。
1775年、ドイツの医師、メルヒオール・ヴァイカルドは医学教科書にADHD的な行動を記載し、現在のADHDの「不注意」側面との一致から、おそらく医学文献上のADHD初出とされる。
1902年、小児科医スティルが、王立内科医協会の講演で、「道徳的統制の欠損」という概念を用いながら、攻撃的・反抗的になりやすく、注意機能に異常がある43人の児童の症例を分析し、講義録がランセット誌に掲載される。これらの中には現在のADHD「混合型」に合致する例が見られるという。1908年、トレッドゴールドが、早期に発生した未検出の軽度脳損傷「脳微細損傷（MBD,minimal brain damage）」という原因仮説を発表する。加えて北米でエコノモ脳炎（1917-18年）の流行があり、その後遺症（脳炎後行動障害）との類似性が、なんらかの脳損傷を背景とした病態という推測を生む。
この流れから「脳損傷児（brain-injured child）」（1947年）の概念が提唱されたが、50-60年代は、確たる損傷の痕跡が見つからないため、ADHDを表す概念として「脳微細損傷（MBD,minimal brain damage）」から、やや表現を抑えた「脳微細機能障害（MBD,minimal brain dysfunction）」が提唱された。70年代には、MBD概念も原因となる脳機能障害が特定できず、疑問が持たれ次第に使われなくなる。
行動異常児の脳の形態的異常を見つけようとする動きの中で、1937年にチャールズ・ブラッドリーは薬物療法を発見した。彼は腰椎から脳脊髄液を抜いて気体を入れ脳を撮影する手法（気脳造影）をもちいたが、子供には大変な頭痛が残った。緩和のため中枢神経刺激薬（アンフェタミン）を試みたところ、頭痛には効果がなかったが、異常行動や学力に劇的な改善がみられた。さらに研究を進め、治療法としての中枢刺激薬を発見し、薬の性質とは逆に落ち着きが出る子供がいることの理由を考察した。また中枢刺激剤が有効な子供群の特徴を指摘した。それはほぼ今日のADHDの病態であった。
これはADHDに対する薬物療法研究の先駆であったが、精神分析の影響が広まり心理療法が重視されたことなどから顧みられなかった。ようやく1950年代になって、障害の生物学的な特定はまだ出来なかったが、発症メカニズムの理解や新薬開発のために応用されはじめる。これとは別に1954年にアンフェタミンに似た中枢刺激剤、メチルフェニデート（リタリン）が発売され、当初はうつやナルコレプシーの症状に用いられたが、最も驚異的な効果を示したのはADHDの症状であり、かつ副作用はより少なかったため使われるようになった。現在のADHDの治療は主にこのような流れをもつ中枢神経刺激薬による薬物療法に依っており、メチルフェニデートは最も頻繁に処方されている。
脳損傷を原因とするMBDの流れとは別に、50-60年代、原因を問わず主症状がある障害と捉えて「多動児、過活動児」、「多動（衝動性）障害」という概念が提案された（操作的診断の先駆け）。
DSM-II（1968年）で、診断概念として「多動性」が初めて現れ「子供の過活動性反応」が記載される。この延長上でWHOもICD-9（1977年）で「多動症候群（過活動症候群）」が記載された。
1971年、ウェンダーは、MBDの症状に「短く乏しい注意集中」という、後に「注意欠如」と呼ばれる障害の特徴を見出した。DSM-III（1980年）は、ウェンダーらの成果を取り入れ、「注意欠陥障害（多動有り・無しの）」（Attention Deficit Disorder with and without Hyperactivity）と記載し、あくまで不注意を中心症状と見ていた。
DSM-III-R（1987年）では「多動を伴う」障害に限定し「注意欠陥多動性障害」に変更し、やや重点を「多動」に戻す。
DSM-IV（1994年）は、不注意、衝動性、多動性が必ずしも合致しない障害を再び認めて、下位分類で優勢、混合を診断するように変更した。成人や特に不注意面が見過ごされがちな女児などの障害理解を反映し、再び「多動」偏重を抑えた。
成人・女性のADHDを扱った洋書の翻訳で、端的な病態を邦題に使った『片づけられない女たち』（2000年）が発売されると、これを契機に成人のADHDを疑う人たちが専門医療機関に押し寄せ、日本における第1次大人のADHDブームのような状況がおこった。この邦題は強い印象を与え、片付けられるならADHDではない、ゴミ屋敷イコールADHDなどとする誤解が続いている。
日本の発達障害者支援法（2005年）で、発達障害とは「自閉症、アスペルガー症候群その他の広汎性発達障害、学習障害、注意欠陥多動性障害その他これに類する脳機能の障害であってその症状が通常低年齢において発現するものとして政令で定めるもの」と定義し、ADHDを代表的な発達障害のひとつに挙げた。国際的には「発達障害」についての正式な医学的な定義は定まっていなかったため、ADHDは行動と衝動性の（DSM）あるいは情緒と行動の（ICD）の障害とされていた。一方、日本では、特に福祉領域ではDSM-5の分類を先取りするように、ADHDも発達障害として認知されており、法律にも反映された。
DSM-5（2013年）では用語や診断基準の骨子はDSM-IVをほぼ踏襲している。近年の脳機能研究の知見を踏まえ、DSM-III以来一貫しつづけた反抗性挑戦性障害、素行障害のグループという分類から、初めて神経発達障害のグループに位置づけられた。
2013年ごろより来院者が増え日本では第2次大人のADHDブームの状況となった。以前との違いは、コミュニケーションの不調の面から、集団の中であぶりだされ診察を求める人や企業が不調に気が付き受診を勧められる人が多いことである。

## 公表している著名人
- ヴァンビ[195] - YouTuber
- ウィル・アイ・アム[196]
- エハラマサヒロ[197]
- エマ・ワトソン - ハリウッド女優。　幼少期にADHDと診断された。
- エンリケ・ヘルナンデス[198] - プロ野球選手
- 沖田×華 - 漫画家。ADHDだけでなく、数多くの発達障害と共生している。
- 勝間和代 - 精神科医の岩波明に軽度のADHDと診断された[199]
- カノックスター[200]
- 河西美希
- キット・ハリントン[201]
- 木下優樹菜[注 9][203]
- クリス・デービス[204] - プロ野球選手
- 栗原類 - 8歳時に米国で注意欠陥障害（ADD）と診断された[注 10][206]。
- 小島慶子 - 40歳を過ぎてから軽度のADHDと診断された[207]
- ジェラルド・バトラー[208]
- シェーン・ビクトリーノ[209] - プロ野球選手
- 柴崎友香[210] - 小説家
- シモーネ・バイルズ[211] - 体操選手
- ダニエル・クワン[212] - 映画監督
- 武田双雲[213] - 書道家
- ちゃんよた[214] - プロレスラー、YouTuber
- 西村博之[215] - 実業家
- 似鳥昭雄[216] - 実業家、ニトリホールディングス会長
- ニンニン[217] - aespa
- はじめしゃちょー - YouTuber
- パリス・ヒルトン - 2024年9月に『ADHD』と題した楽曲をリリースしている[218][219]。
- BIBI[220] - 歌手
- Fukase（バンド『SEKAI NO OWARI』メンバー） - 10代の頃にADHDと診断されたことを公表している[221][222]。
- 藤本淳史-元田畑藤本 東京大学卒業 芸人彼女が転職を繰り返す中でメンタルのバランスを崩して、仕事ができなくなりうつ病とも診断された。彼女が自分なんてダメだと思ってしまう原因でADHDがあるんじゃないかと言われた。2021年7月自身がADHDと公表した[223]。
- 堀江貴文[224] - 実業家
- マイケル・フェルプス - 9歳のときにADHDと診断された[225]
- 眞鍋かをり - 23歳の時にADHDの傾向があると診断された[226][227]。
- 三木谷浩史[228] - 実業家、楽天グループ創業者
- 緑川アイラ[229] - フリーライター、元プロボクサー。発達障害の啓蒙活動を展開。
- メアリー＝ケイト・オルセン[230]
- 柳家花飛
- 鳥居みゆき

### 歴史上の人物
ADHDらしいと考えられている歴史上の人物として、下記のような人々が知られている。
- 坂本龍馬
- アルベルト・アインシュタイン
- ヴォルフガング・アマデウス・モーツァルト
- ジュール・ヴェルヌ
- ジョージ・ゴードン・バイロン
- ジョン・レノン
- チェ・ゲバラ
- トーマス・エジソン
- パブロ・ピカソ
- レオナルド・ダ・ヴィンチ